# Adenanthos obovatus
Adenanthos obovatus es una especie de arbusto endémico del suroeste de Australia. La planta fue recogida y descrita por exploradores franceses en el siglo XVIII.

## Descripción
Su hábito de crecimiento es el de un arbusto con muchos tallos que surgen de un solo caudex subterráneo. Normalmente alcanza alrededor de 1 m de altura, y alrededor de 1,5 m de ancho, pero de vez en cuando las plantas alcanzan una altura de 2 m . Los tallos hacia el exterior tienden a curvarse hacia arriba, dando a la planta como una forma de cesta, que puede explicar algunos nombres comunes.
Las hojas de esta especie son de color verde brillante, de forma oval, alcanzando hasta 20 mm de largo y 15 mm de ancho, son sésiles, y dispuestas en forma de espiral en las ramas. Las flores, que aparecen entre mayo y diciembre, son de color rojo o naranja, y surgen de las hojas axilares. Suelen ser solitarias, pero ocasionalmente una axila llevará dos flores. Al igual que con otras especies de Proteaceae, cada flor se compone de un perianto de cuatro tépalos unidos, y un estilo único. En A. obovatus, el perianto es de alrededor de 25 mm de largo, y el estilo de alrededor de 40 mm.

## Taxonomía
Fue presentaddo por Jacques Julien Houtton de La Billardière y editado en  Novae Hollandiae Plantarum Specimen 1: 29, en el año 1805.

## Etimología
Adenanthos: nombre genérico que proviene del griego aden, (glándula) y anthos (flor), y se refiere a las glándulas en la base del ovario.
cuneatus: epíteto latino que significa "en forma de cuña".